# Mirosław Hermaszewski
Miroslaw Hermaszewski (15 de septiembre de 1941-12 de diciembre de 2022) fue un oficial de la Fuerza Aérea de Polonia. Se convirtió en el primer (y hasta ahora único) polaco en el espacio cuando voló a bordo de la nave espacial Soyuz 30 en 1978.

## Biografía

### Primeros años
Miroslaw Hermaszewski nació en Lipniki, localidad que antes había pertenecido al voivodato de Volinia en Polonia, pero que en 1941 pertenecía al Reichskommissariat Ukraine de la Alemania nazi, y una vez terminada la Segunda Guerra Mundial formaría parte de Ucrania. Sobrevivió a la masacre de Volinia (1943-1944), durante la cual los nacionalistas ucranianos asesinaron a 19 miembros de su familia, incluyendo a su padre. El propio Hermaszewski se salvó por poco de morir cuando el Ejército Insurgente Ucraniano atacó Lipniki en la noche del 26 al 27 de marzo de 1943. Tras la incorporación de los territorios orientales de Polonia a la RSS de Ucrania al terminar la guerra, los supervivientes de la familia de Hermaszewski fueron repatriados a Wołów, próximo a Breslavia, donde Mirosław completó los estudios primarios y secundarios.

### Trayectoria profesional

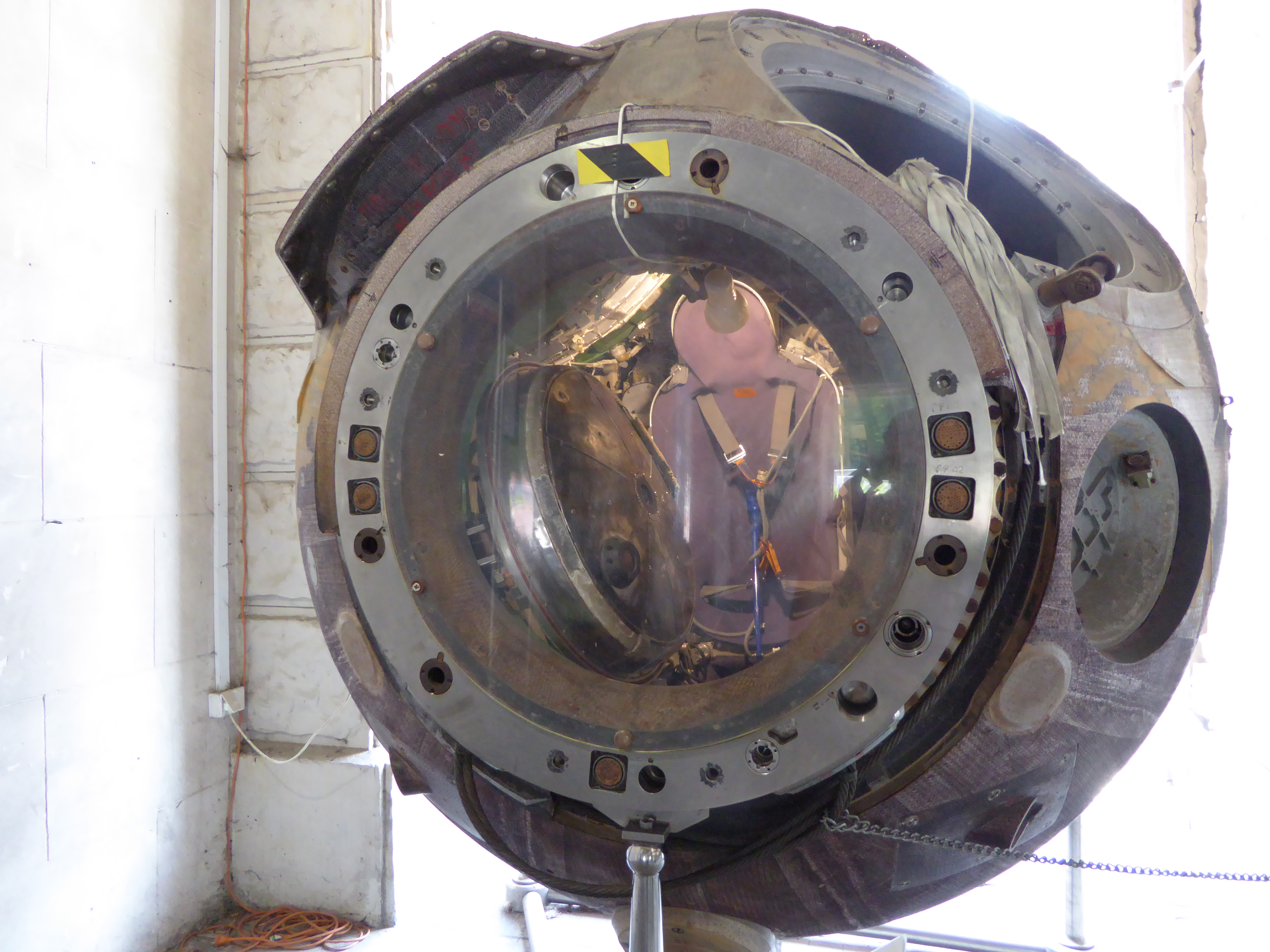
La cápsula de retorno del Soyuz 30 en la que Mirosław Hermaszewski regresó a la Tierra, expuesta en el Museo de Tecnología Militar Polaca de Varsovia.

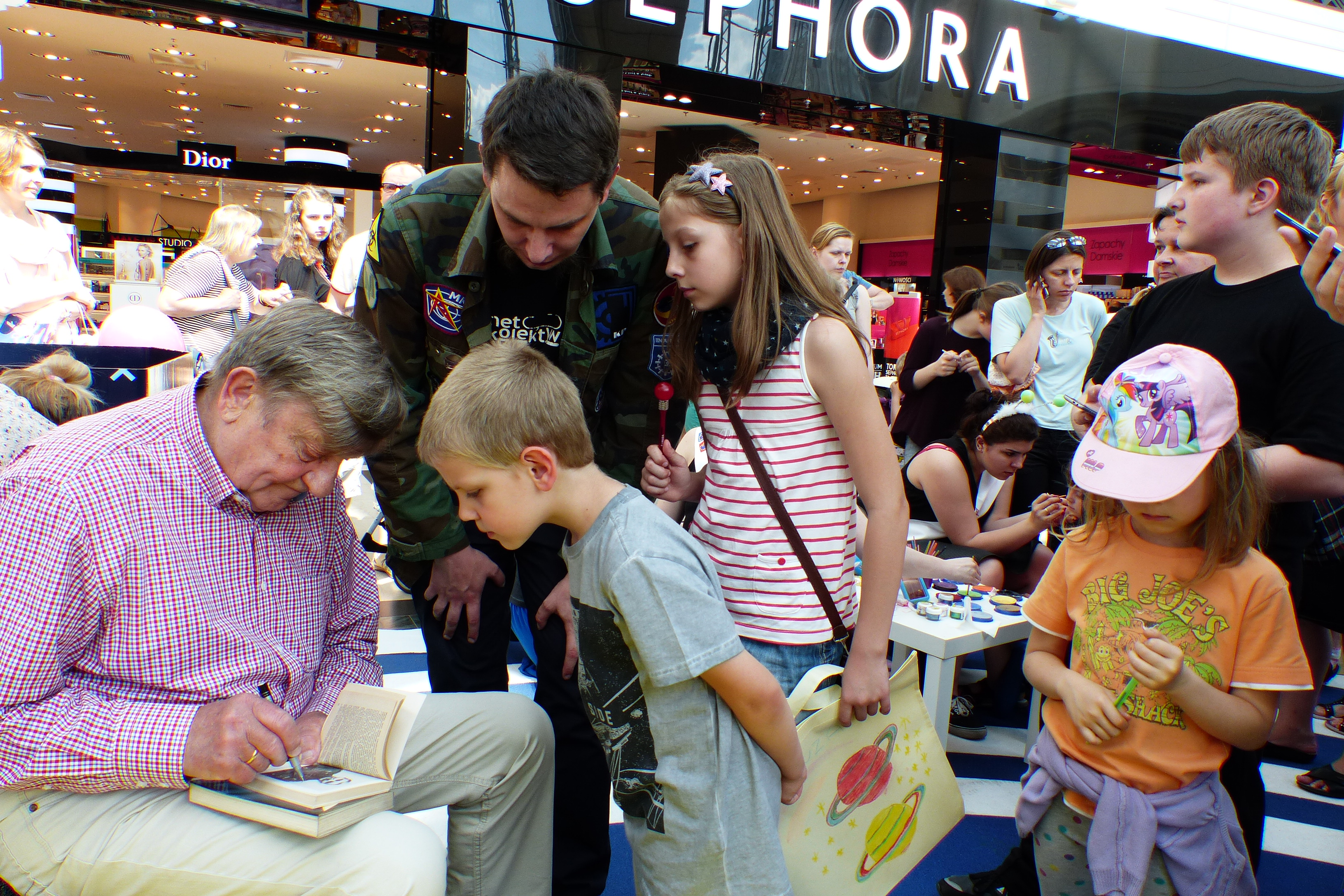
Mirosław Hermaszewski en un encuentro en Varsovia en 2016.

En 1965 se graduó de la escuela de pilotos militares en Dęblin. En 1978 fue seleccionado entre cerca de 500 pilotos polacos a participar en el programa espacial Intercosmos. Junto con Piotr Klimuk pasó casi ocho días a bordo de la estación espacial Saliut 6 (desde las 17:27 del 27 de junio de 1978 hasta las 16:31 del 5 de julio). Durante su tiempo en órbita, fotografió la superficie de la Tierra y se llevaron a cabo experimentos en ciencias de la tierra.
Desembarcaron 300 km al oeste de Tselinograd. Fue galardonado con el título de Héroe de la Unión Soviética por ese vuelo, uno de los ocho no ciudadanos soviéticos en recibir el premio.
Durante la Ley Marcial en Polonia, fue miembro del Consejo Militar de Salvación Nacional (Wojskowa Rada Ocalenia Narodowego, WRON). Después de eso, fue comandante de la escuela de pilotos de combate en Dęblin. En 1988 fue ascendido a general.
Entre 1991 y 1992, sirvió como segundo al mando en la sede de la Fuerza Aérea.

### Vida personal
Miroslaw Hermaszewski disfrutaba de novelas de ciencia ficción, la caza, vela y otros deportes. Estaba casado con Emilia Hermaszewska y tiene dos hijos, Miroslaw (nacido en 1966) y Emilia (nacida en 1974).
Falleció el lunes 12 de diciembre de 2022, en uno de los hospitales de Varsovia.

## Premios y condecoraciones
- Orden Polonia Restituta – 2003
- Orden de la Cruz de Grunwald, 1.ª Clase – 1978
- Cruz del Mérito
- Medalla del 40.º Aniversario de la Polonia Popular
- Medalla de las Fuerzas Armadas al Servicio de la Patria de oro, plata y bronce
- Medalla del Mérito por la Defensa Nacional de oro, plata y bronce
- Insignia de aviador
- Insignia de paracaidista
- Título honorífico y orden "Cosmonauta de la República Popular de Polonia" – 1978
- Título honorífico y orden "Piloto Militar Meritorio de la República Popular de Polonia" – 1978
- Orden del Mérito de Baja Silesia de oro – 2013
- Orden de Janek Krasicki de oro – 1978
- Orden de la Sonrisa – 1986
- Estrella de Oro Héroe de la Unión Soviética (n.º 11301) – URSS, 1978
- Orden de Lenin – URSS, 1978
- Medalla por los Méritos en la Exploración del Espacio – Rusia, 2011
- Ciudadano Honorario de Frombork – 1983
- Ciudadano Honorario de Wołów – 2011

## REFERENCIAS
1. ↑  Wirtualna Polska (12 de diciembre de 2022). «First Polish astronaut passes away, aged 81». TVP World - Telewizja Polska (en inglés) (Varsovia). Consultado el 12 de diciembre de 2022.
2. ↑  «Mirosław Hermaszewski – pierwszy Polak w kosmosie». Polskie Radio (en polaco). 5 de julio de 2018. Consultado el 6 de octubre de 2019.
3. ↑  «Hermaszewski wspomina historię swojej rodziny podczas rzezi wołyńskiej» [Hermaszewski recuerda la historia de su familia durante la masacre de Volinia] (en polaco). 11 de julio de 2013. Consultado el 1 de septiembre de 2014.
4. 1 2  «Biografia» (en polaco). 20 de abril de 2011. Consultado el 1 de septiembre de 2014.
5. ↑  «Mirosław Hermaszewski nie żyje. Był pierwszym i jedynym Polakiem w kosmosie». TVN24. 12 de diciembre de 2022. Consultado el 12 de diciembre de 2022.